# Dongfeng

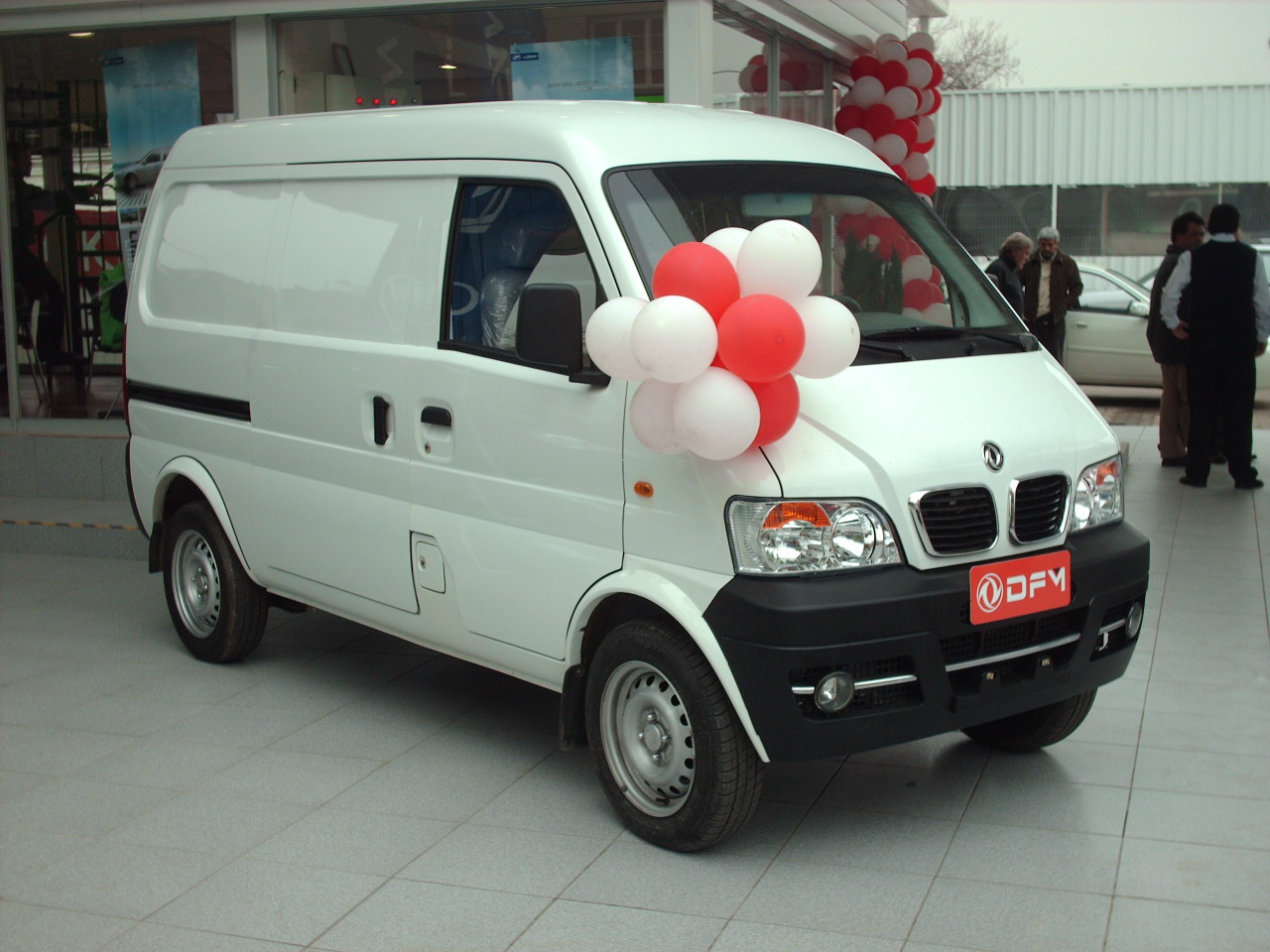
DFM Mini Van EQ5021

Dongfeng (东风汽车公司, Dōngfēng Qichē Gōngsī), även DFM (Dong Feng Motors), är en kinesisk fordonstillverkare. Dong Feng är Kinas största tillverkare av tunga lastbilar och tillverkar närmare 180 000 lastbilar om året, och räknas som världens tredje största lastbilstillverkare, trots att märket är relativt okänt i västerlandet.
2005 startade Dong Feng ett samriskföretag med Renault, som tillförde 20 miljoner euro och teknisk kunskap för att kunna ta sig in på den kinesiska marknaden. Renault Trucks ägare AB Volvo köpte även den japanska lastbilstillverkaren Nissan Diesel för att, jämte samarbetet med Dong Feng, kunna etablera sig på den växande kinesiska marknaden.
Lastbilstillverkaren svartlistades av Sjunde AP-fonden eftersom man har exporterat militära lastbilar till Sudan och därmed brutit mot FN:s vapenembargo mot landet.
Dongfengs tunga och medeltunga lastbilar tillverkas av dotterbolaget Dongfeng Commercial Vehicles som sedan januari 2015 är delägt av svenska Volvo.
Sedan 2012 är Dongfeng ägare till företaget T Engineering i Trollhättan som utvecklar styrsystem.